# Korda Vince
Korda Vincent (eredeti neve: Kellner Vince) (Túrkeve, 1897. július 22. – London, 1979. január 4.) magyar díszlettervező, festő. Korda Sándor és Korda Zoltán testvére. Felesége Gertrude Musgrove színésznő volt.

## Élete
Szülei Kellner Henrik gazdatiszt és Weisz Ernesztina voltak. A Korda-testvértrió legfiatalabb tagja ipariskolába járt, majd a Képzőművészeti Főiskolán tanult. Festői ambíciókat dédelgetett. A kecskeméti művésztelepen Iványi-Grünwald Béla növendékeként komoly tehetséget árult el, s ennek alapján szép jövőt jósoltak neki. Bécsben, Olaszországban (Firenzében), Nagybányán és Párizsban élt. Egyik leghíresebb vászna a nagy magyar költőt, József Attilát megörökítő portré.
Később a családi hagyományt követve ő is elkötelezte magát a film mellett. Bátyja, az akkor már óriási tekintélynek számító Korda Sándor meghívására költözött Angliába díszlettervezőnek. "Bemelegítésként" Alfred Jung asszisztense volt, azután önállósította magát. 1939-ben - miután többször bizonyította megjelenítő fantáziájának erejét és vizuális ötleteinek eredetiségét, virtuóz technikai tudásáról és közismert igényességéről nem is beszélve - a művészeti igazgató posztját bízták rá a London Filmnél. 1946-1959 között a British Lion Films alkalmazásában tevékenykedett.
Több műfajt és stílust reprezentál mozgalmas látványvilága. Régmúlt korok hangulatát éppoly hitelességgel tudta megteremteni a vásznon, mint a modern egzotikumot, a kalandok atmoszféráját, a társasági drámák és a vígjátékok levegőjét. Számos díszlete megelevenedett festmény.

## Filmjei
- Marius (1931)
- VIII. Henrik magánélete (1933)
- Nagy Katalin, a cárnő (1934)
- A vörös Pimpernel (1934)
- Eladó kísértet (1935)
- Mi lesz holnap? (1936)
- A férfiak nem istenek (1936)
- Rembrandt (1936)
- Elefántfiú (1937)
- Riadó Indiában (1938)
- Négy toll (1938)
- A bagdadi tolvaj (1940)
- Lady Hamilton (1941)
- Lenni vagy nem lenni (1942)
- A dzsungel könyve (1942)
- Eszményi férj (1948)
- Ledőlt bálvány (1938)
- A harmadik ember (1949)
- A szent és a borostyán (1952)
- A mélykék tenger (1955)
- A leghosszabb nap (1962)
- A sárga Rolls Royce (1965)

## Művei
- Női akttanulmányok (1921)
- Két akt (1923)
- Műteremsarok háncsfonatú székkel (1925)
- Kancsós csendélet (1926)
- Cigarettázó férfi (1930)

## Díjai
- Oscar-díj a legjobb díszlettervezőnek (1941) A bagdadi tolvaj

## Külső hivatkozások
- http://www.kieselbach.hu/s-693&korda+vince.html
- http://www.hung-art.hu/frames.html?/magyar/k/korda/index.html
- Nemes Galéria Archiválva 2010. október 4-i dátummal a Wayback Machine-ben
- Korda Vince a PORT.hu-n (magyarul)
- Korda Vince az Internet Movie Database oldalon (angolul)
- Michael Kordaː A szerencse fiai. A Korda testvérek regényes élete; ford. Fencsik Flóra, magyar kiad. sajtó alá rend. Vásárhelyi Miklós; Európa, Bp., 1983
- Telepy Katalinː Korda Vince. Egy művészi életút a szépség igézetében; DNM, Pusztazámor, 2000
- Rajzok az 1920-as évekből. Deli Antal, Korda Vince és Szőnyi István grafikái a Szőnyi Múzeumban; szerk. Klemmné Németh Zsuzsa; Szőnyi István Alapítvány, Zebegény, 2001